# 인천 흥륜사 자치통감강목 제23 상권
인천 흥륜사 자치통감강목 제23 상권(仁川 興輪寺 資治通鑑綱目 第二十三 上券)은 인천광역시 연수구 흥륜사에 있는 조선시대의 책이다. 2004년 4월 6일 인천광역시의 유형문화재 제59호로 지정되었다.

## 개요
이 전적은 중국 송나라 사마광이 지은 편년체통사인 자치통감에서 송나라 주희가 춘추의 체례에 따라 주요 사실을 강(綱)으로 하고 그에 대한 주자학적인 안목의 해설을 목(目)으로 엮어 자치통감강목으로 제명한 것이다. 세종은 이 자치통감강목의 인출을 위해 필요한 방대한 용지를 중앙과 지방관서에 만들게 하는 한편, 강(綱)의 본문은 진양대군에게 큰 글자를 쓰게 하여 1436년 연(鉛)으로 주조하고 병진자(丙辰字)로 명명하였다. 그리고 목의 중간 글자와 작은 글자는 1434년에 주조한 갑인자(甲寅字)를 사용하여 1438년에 찍어 낸 것이 바로 이 책이다.

## 참고 문헌
- 연수구 흥륜사 소장 자치통감강목 제23 상권 - 국가유산청 국가유산포털